# Morze Ikaryjskie
Morze Ikaryjskie – zwyczajowa nazwa akwenu Morza Egejskiego wokół wyspy Ikarii, wywodząca się z mitologii greckiej.
Nazwa ta wywodzi się od wysp Ikarii (morze leży obok owych wysp) upamiętniająca miejsce śmierci Ikara, nieposłusznego syna Dedala.